# Fiziokratizam
Fiziokratizam je ekonomska teorija razvijena u Francuskoj tijekom 18. stoljeća koja je naučavala da se izvori bogatstva i gospodarskog razvoja nalaze u poljoprivrednoj aktivnosti. Nastala je kao oštra reakcija na merkantilizam i naslonjena je na stavovima Françoisa Quesnaya.
Najznačajniji predstavnik fiziokratizma, pored Quesnaya, bio je Jacques Turgot. Drugi značajni fiziokrati bili su Victor de Riqueti de Mirabeau, Pierre du Pont de Nemours i Nicolas Baudeau.
Pojam potječe od grčke riječi φύσις (fisis), u prijevodu priroda, te riječi κράτος (kratos) u prijevodu moć, snaga, odnosno vladati. Može se dakle prevesti kao vladavina prirode.
Fiziokrati su smatrali da je prirodni poredak utemeljen je na nepromjenjivim prirodnim zakonima i kao takav je najbolji i najracionalniji. Zbog toga, po ugledu na njega, trebalo je ustanoviti i poredak u društvu i gospodarstvu. Kao što priroda ima svoje samoregulativne mehanizme, i u društevnom i u gospodarskom poretku, ustanovljenim po ulgedu na prirodne zakone, također postoje samoregulirajući mehanizmi. Stoga su fiziokrati smatrali kako svako uplitanje države u takav poredak može samo smetati i praviti štetu, te su držali da gospodarski život treba prepustiti vlastitim zakonitostima i ekonomskoj slobodi.
Za razliku od merkantilista, koji su smatrali da je izvor svih bogatstava u novcu i plemenitim metalima što ih je usmjerilo u proučavanje oblasti prometa, fiziokrati su se bavili proizvodnjom, i to poljoprivrednom proizvodnjom, jer je prema njima "zemlja izvor svih bogatstava". Držali su kako industrija samo preoblikuje već postojeće društvene vrijednosti, te da zbog toga ona ne utječe na promjenu materijalnog bogatstva zajednice i da ju treba osloboditi od svakog miješanja države jer bi se ono negativno odrazilo i na poslovanje industrije. Smatrali su kako država treba intervenirati jedino u oblasti oporezivanja zemlje.
Dok su se merkantilisti zalagali za intervenciju države u gospodarstvu, fiziokrati su smatrali da se država ne treba miješati u gospodarstvo, već da "stvari treba pustiti da idu svojim tijekom" - "laissez faire - laissez passer". Zahtijevali su ukidanje svih oblika državne intervencije. To je bio izraz shvaćanja i težnji već ojačanog trgovačkog i industrijskog građanstva.
Osnovna teorijska načela fiziokratskog ekonomskog učenja bila su: koncepcija prirodnog poretka u čijoj je osnovi privatna svojina; poljoprivreda je najvažnija i osnovna gospodarska grana koja jedina daje i stvara čisti proizvod, preferiranje krupnog posjeda u poljoprivredi; propovjedanje hedonizma, kao etičkog pravca, kojem je osnovno načelo i smisao čovjekova života i njegova naslijeđa, uživanje i zadovoljstvo; uporaba krilatice laissez faire, kao bojnog pokliča za slobodno tržište, a protiv merkantilističke (intervencionističke) politike; koncepcija o društvenoj strukturi društva, kojeg dijele na proizvodni, vlasnički stalež i neproizvodni, sterilni stalež.